# Боброва, Елена Борисовна
Елена Борисовна Боброва (в девичестве Родикова; 23 августа 1974) — российская хоккеистка, защитница, бронзовый призёр чемпионата мира (2001). Мастер спорта России международного класса.

## Биография
В начале карьеры занималась хоккеем с мячом. Воспитанница ДЮСШ «Факел» посёлка Подгорный Красноярского края, тренер — Бойко Виктор Андреевич. В первой половине 1990-х годов выступала в первенствах СССР и России по хоккею с мячом и ринк-бенди за команды «Факел» (Подгорный) и «Калинка» (Москва).
С середины 1990-х годов выступала в хоккее с шайбой за московскую команду, носившую названия «Лужники», ЦСК ВВС, «Викинг», СКИФ, а также за подмосковное «Торнадо» (Дмитров). Неоднократно становилась чемпионкой России. Участница финального матча Кубка европейских чемпионов в Стокгольме (2005).
Более десяти лет играла за сборную России по хоккею с шайбой, провела более 20 матчей в официальных турнирах. Участница чемпионатов мира 1997, 1999, 2001, 2007 годов, в 2001 году со своей командой стала бронзовым призёром. Участница зимних Олимпийских игр 2002 года, где сборная России заняла пятое место, на турнире сыграла 5 матчей и набрала 2 очка (0+2). Серебряный призёр чемпионата Европы 1996 года.
В начале 2020-х годов выступала в любительских соревнованиях в Москве.

## Личная жизнь
Мать трёх дочерей. Старшая дочь, Светлана Боброва (род. 1999) также стала хоккеисткой, побеждала на чемпионате России.